# 山东省泰安第二中学

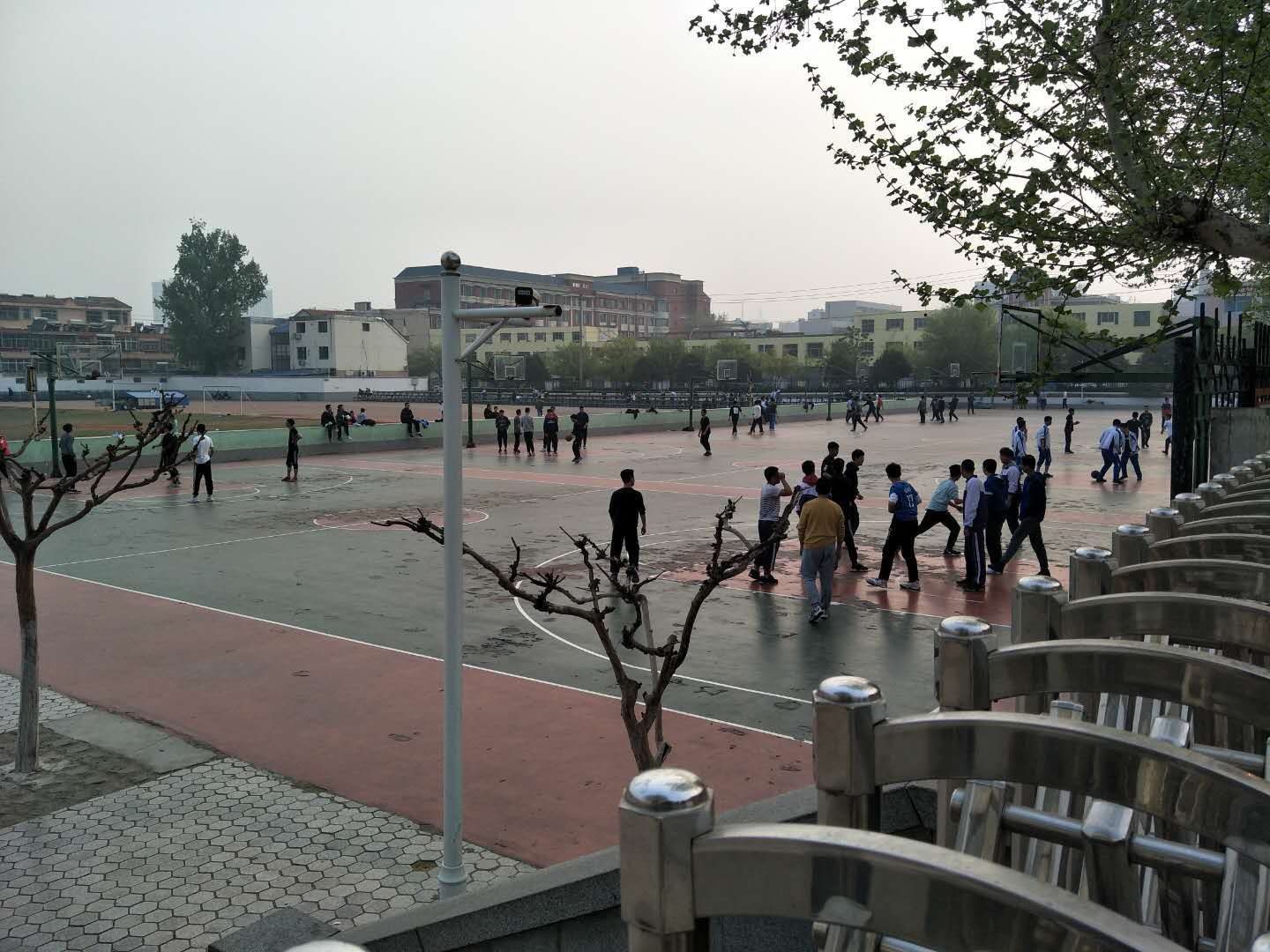
泰安二中

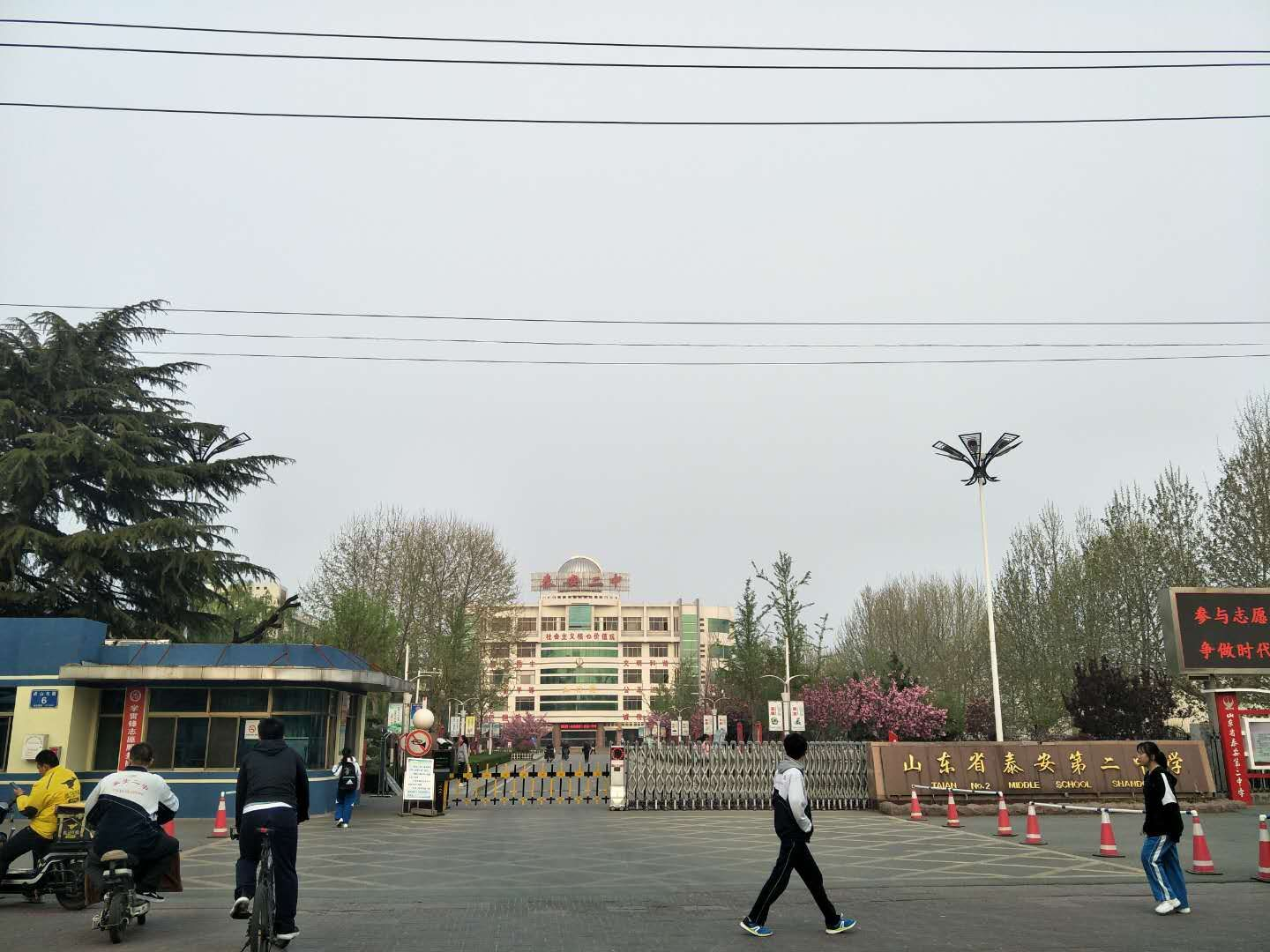
泰安二中

山东省泰安第二中学，是位于中华人民共和国山东省泰安市泰山区虎山东路6号的一所高级中学，学制三年。于1950年后创立。整个校园占地160多亩。该校是一所省级规范的重点中学，至2019年已建校66周年，具有高级教师，特级教师教职人员职工。

## 学校活动
学校于2013年举办了60周年校庆活动，为此学校准备了一场盛大的演出，并有请历年学校知名校友返校共庆。

## 学校信息

### 办学理念：
让学生健康成长。

### 校风：
崇尚科学，发扬民主，追求文明，弘扬个性。

## 知名校友
- 范方平 ，1965年毕业于泰安第二中学，1969年毕业于北京政法学院，曾任辽宁省人民法院院长，国家司法部副部长，第九届全国人民代表大会代表。
- 张克智，1960年毕业于泰安第二中学。曾任国务院副秘书长、国务院机关党组副书记。
- 高建一，空军少将。1969年毕业于泰安第二中学。曾任中国人民解放军空军武汉基地政治委员，广州军区空军军事检查院检察长，现任广州军区政治部副主任。
- 游铭钧，1956年毕业于泰安第二中学。曾任北京景山学校校长兼党支书记，国家教育部基础教育司副司长和教育部课程教材研究中心主任。